# Dansk Byplanlaboratorium
Dansk Byplanlaboratorium er en institution stiftet i 1921 for at højne interessen for og forskningen inden for byplanlægning og fysisk planlægning. Byplanlaboratoriet, som det kaldes i daglig tale, udbyder kurser og konferencer, særligt rettet mod de kommunalt ansatte planlæggere.
Byplanlaboratoriet afholder det årlige Byplanmøde, hvor Byplanprisen uddeles. Prisen skal belønne initiativer, der i regi af kommuner, regioner eller organisationer fremmer god og nytænkende planlægning.
Byplanlaboratoriet er en selvejende institution. Hovedparten af udgifterne til laboratoriets drift finansieres via indtægtsdækket virksomhed. Resten dækkes af tilskud fra myndigheder, institutioner og private virksomheder.
Laboratoriet udgiver tidsskriftet Byplan Nyt.
Blandt Byplanlaboratoriets stiftere var Ivar Bentsen, Kai Hendriksen, Vilhelm Lorenzen og Charles I. Schou.